# Прибережжя
«Прибере́жжя» (англ. The Waterfront) — американський кримінальний драматичний телесеріал, створений Кевіном Вільямсоном і випущений на стримінговому сервісі Netflix 19 червня 2025 року.

## Сюжет
На тлі похмурого припортового міста розгортається історія двох сімей, які опинились у центрі небезпечних подій після загадкової аварії корабля. Поліція починає розслідування, але для родини Баклі це означає — або замести сліди, або втратити все. Їм доводиться тимчасово забути про старі образи й об’єднатись, аби зберегти свої таємниці. Тим часом бізнес-партнери Кейн і Гарлан дедалі більше ризикують, аби втримати контроль над своїм ділом. Молодша сестра Баклі, Брі, підозрює, що в родині щось не так, і починає копати глибше, шукаючи докази змови чи зради. Минуле наздоганяє всіх, змушуючи героїв обирати між лояльністю й виживанням.

## Акторський склад

### Головні ролі
- Голт Маккелені — Гарлан Баклі
- Мелісса Бенойст — Брі Баклі
- Джейк Вірі — Кейн Баклі
- Рафаель Л. Сілва — Шон Вест
- Гамберлі Ґонсалес — Дженна Тейт
- Даніель Кемпбелл — Пейтон Баклі
- Брейді Гепнер — Діллер Гопкінс
- Марія Белло — Бель Баклі

### Другорядні ролі
- Джерардо Келаско — агент Маркус Санчес
- Майкл Ґастон — шериф Клайд Портер
- Джошуа Мікель — Родні Гопкінс
- Дейв Аннейбл — Вес Бенсон
- Ендрю Колл — заступник Соєра
- Тофер Ґрейс — Ґрейді

## Епізоди

### 1-й сезон
| № серії | Назва серії               | Режисер(и)      | Сценарист(и)                     | Оригінальна дата показу |
| --- | ------------------------- | --------------- | -------------------------------- | ----------------------- |
| 1 | «Майже добре»             | Маркос Сіґа     | Кевін Вільямсон                  | 19 червня 2025          |
| Незрозуміла морська катастрофа привертає увагу правоохоронців. Родині Баклі доводиться відкласти свої суперечки, аби приховати сліди.                |                           |                 |                                  |                         |
| 2 | «Взяття під контроль»     | Маркос Сіґа     | Кевін Вільямсон                  | 19 червня 2025          |
| Кейн і Гарлан вирішуються на сміливіший крок заради підтримки бізнесу. Тим часом Брі намагається підтвердити свої підозри щодо сімейних таємниць.    |                           |                 |                                  |                         |
| 3 | «Ігри з вогнем»           | Ліз Фрайдлендер | Майкл Нардуччі                   | 19 червня 2025          |
| Гарлан повертається до ризикованої справи з минулого, що має зв’язок із родинною історією. А Белль потайки діє, щоби вберегти близьких.              |                           |                 |                                  |                         |
| 4 | «Баклі не можна довіряти» | Ліз Фрайдлендер | Бренна Коф Хіменез               | 19 червня 2025          |
| Кейн бореться з наслідками недавніх подій удома. Як тільки Гарлан налагоджує контакт із новим союзником, ситуація різко змінюється.                  |                           |                 |                                  |                         |
| 5 | «Я люблю обійматися»      | Еріка Дантон    | Ганна Шнайдер                    | 19 червня 2025          |
| Напруга посилюється, операції стають усе небезпечнішими. Белль і Гарлан намагаються не викликати підозр, а Кейн із Брі повертаються до старих образ. |                           |                 |                                  |                         |
| 6 | «Сезон полювання»         | Еріка Дантон    | Ллойд Ґільярд-молодший           | 19 червня 2025          |
| Белль дізнається тривожну звістку щодо майбутнього родини. Полювання загострює крихке перемир’я між Гарланом і Ґрейді. Брі розкриває таємницю.       |                           |                 |                                  |                         |
| 7 | «Гарна спроба»            | Дженн Тернер    | Кейтлін Кребб                    | 19 червня 2025          |
| Бажаючи повернути контроль, Гарлан намагається переграти загрозу, що насувається. Сім’ю Баклі шокує жорстоке попередження.                           |                           |                 |                                  |                         |
| 8 | «Загублені в морі»        | Дженн Тернер    | Кевін Вільямсон і Майкл Нардуччі | 19 червня 2025          |
| Ситуація досягає критичної точки: напружене зіткнення в морі змушує родину Баклі чинити опір тим, хто загрожує їм.                                   |                           |                 |                                  |                         |

## Виробництво

### Розробка
15 травня 2024 року Netflix замовив виробництво серіалу «Прибережжя». Серіал створений Кевіном Вільямсоном, який також буде виконавчим продюсером разом із Беном Фастом. Виробництвом серіалу займаються компанії Universal Television та Outerbanks Entertainment. Вільямсон також є шоуранером серіалу. Чотири місяці по тому Маркос Сіґа мав зняти перші дві серії та був доданий до складу виконавчих продюсерів.

### Підбір акторів
У серпні 2024 року на головні ролі були обрані Голт Маккеллені та Марія Белло 18 вересня 2024 року Мелісса Бенойст, Джейк Вірі, Рафаель Л. Сілва, Гамберлі Ґонсалес, Даніель Кемпбелл і Брейді Гепнер приєдналися до акторського складу як постійні учасники серіалу, тоді як Майкл Ґастон і Джерардо Селаско отримали повторювані ролі. У жовтні 2024 року Тофер Ґрейс і Ендрю Колл були затверджені на повторювані ролі. 4 листопада 2024 року Дейв Аннабл приєднався до акторського складу в повторюваній ролі.

### Знімання
Основне фільмування серіалу відбувалося з серпня по грудень 2024 року у Вілмінгтоні та Саутпорті, штат Північна Кароліна.

### Музика
23 травня 2025 року стало відомо, що Джон Фріззелл пише музику для серіалу. Саундтрек до «Прибережжя» було випущено в цифровому форматі під лейблом Lakeshore Records 20 червня 2025 року.
| The Waterfront (Soundtrack From The Netflix Series) | The Waterfront (Soundtrack From The Netflix Series) | The Waterfront (Soundtrack From The Netflix Series) |
| #                                                   | Назва                                               | Тривалість                                          |
| --------------------------------------------------- | --------------------------------------------------- | --------------------------------------------------- |
| 1.                                                  | «Dead Bodies»                                       | 0:40                                                |
| 2.                                                  | «Young Bree»                                        | 2:14                                                |
| 3.                                                  | «Ride to Town»                                      | 1:06                                                |
| 4.                                                  | «Keep Going»                                        | 1:08                                                |
| 5.                                                  | «The Incident at Sea»                               | 1:51                                                |
| 6.                                                  | «Harlan Meets Grady»                                | 2:17                                                |
| 7.                                                  | «Harlan and Shawn»                                  | 1:37                                                |
| 8.                                                  | «Bree on the Pier»                                  | 1:11                                                |
| 9.                                                  | «The Truth About Granddad»                          | 1:39                                                |
| 10.                                                 | «Harlan Manipulates Drew»                           | 1:26                                                |
| 11.                                                 | «Bree at the Swim Meet»                             | 1:25                                                |
| 12.                                                 | «Almost OK»                                         | 0:41                                                |
| 13.                                                 | «Sanchez Questions Cane»                            | 1:54                                                |
| 14.                                                 | «Sharks»                                            | 2:22                                                |
| 15.                                                 | «You Owe Me»                                        | 1:54                                                |
| 16.                                                 | «Before the Sun Comes Up»                           | 1:04                                                |
| 17.                                                 | «Now I'm in Charge»                                 | 1:38                                                |
| 18.                                                 | «Cane Can't Handle It»                              | 1:24                                                |
| 19.                                                 | «Been Sober Before»                                 | 1:41                                                |
| 20.                                                 | «Belle and Harlan»                                  | 0:59                                                |
| 21.                                                 | «You Can Count on Me»                               | 2:06                                                |
| 22.                                                 | «Childhood Memories»                                | 1:08                                                |
| 23.                                                 | «An Attempt Was Made»                               | 0:59                                                |
| 24.                                                 | «Hear Me on This»                                   | 0:48                                                |
| 25.                                                 | «Bree Flashback»                                    | 1:16                                                |
| 26.                                                 | «Harlan Confronts Grady»                            | 1:40                                                |
| 27.                                                 | «Bree Fights Back»                                  | 1:04                                                |
| 28.                                                 | «Standoff with Grady»                               | 1:07                                                |
| 29.                                                 | «The Waterfront End Credits»                        | 1:31                                                |

## Прем'єра
«Прибережжя» вийшов 19 червня 2025 року — всі вісім епізодів одразу.

## Сприйняття

### Огляди
Сайт-агрегатор рецензій Rotten Tomatoes повідомив про 65% схвалення на основі 34 рецензій критиків. У консенсусі критиків зазначено: «Похмурий і насичений кічем, “Прибережжя” грає на кліше, але наповнює їх такою бравадою, що серіал втягує й утримує увагу». Metacritic, який використовує зважену середню оцінку, поставив 53 зі 100 на основі 17 рецензій, що свідчить про «змішані або посередні» відгуки.